# Initiative populaire « Introduction de l'impôt fédéral direct »
L'initiative populaire « Introduction de l'impôt fédéral direct » est une initiative populaire fédérale suisse, rejetée par le peuple et les cantons le 2 juin 1918.

## Contenu
L'initiative propose de modifier la Constitution fédérale en y ajoutant un article 41bis qui créé un impôt direct et progressif sur la fortune et le revenu des personnes physiques et morales, à l'exception des personnes n'atteignant pas un certain seuil, des entreprises caritatives, et dont un 10e du produit est attribué au cantons. Elle propose également de remplacer la disposition selon laquelle la Confédération peut réclamer des contributions spéciales aux cantons par cet impôt direct.
Le texte complet de l'initiative peut être consulté sur le site de la Chancellerie fédérale.

## Déroulement

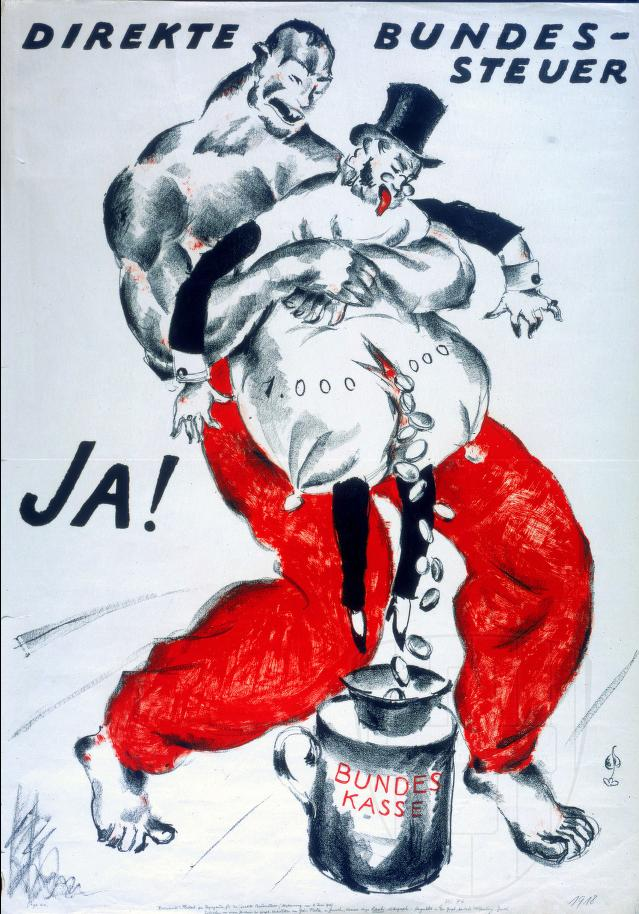
Affiche (en allemand) en faveur de l'initiative

### Contexte historique
Après le déclenchement de la Première Guerre mondiale, le budget de la Confédération explose : il passe de moins de 100 millions de francs en 1913 à près de 2 milliards de déficit cumulé entre 1914 et 1919. L'État doit alors lever des impôts, d'autant que les droits de douane, principal revenu de l'époque, avaient fortement diminués : le plus important d'entre eux, premier impôt fédéral direct levé en 1915, est un « impôt de guerre sur la fortune et le produit du travail » n'est pas réparti équitablement ce qui provoque un mécontentement populaire. Il est suivi, l'année suivante, par un « impôt sur les bénéfices de guerre », imposé par le Conseil fédéral grâce aux pouvoirs exceptionnels qui lui sont alors accordés.
Dans le même temps, l'une des réclamations concédée au comité d'Olten qui dirige la grève générale de 1918, consiste dans la mise en place d'une assurance vieillesse et invalidité. Le parti radical, alors largement majoritaire, refusant de dissocier les problèmes liés à l'introduction de cette assurance et à son financement, le parti socialiste lance cette initiative pour proposer un financement lié à cet impôt direct.

### Récolte des signatures et dépôt de l'initiative
La récolte des 50 000 signatures nécessaires par le parti socialiste a débuté le 15 novembre 1916. Le 17 juillet 1917, l'initiative a été déposée à la chancellerie fédérale qui l'a déclarée valide le 25 janvier 1918.

### Discussions et recommandations des autorités
Le Conseil fédéral ainsi que le parlement recommandent le rejet de cette initiative. Dans son message, le gouvernement met en avant plusieurs facteurs justifiant le rejet d'un impôt fédéral direct, parmi lesquels des problèmes constitutionnels (l'introduction d'un tel impôt empiéterait sur l'autonomie financière des cantons) ou financiers (en augmentant le risque que des cantons ne se trouvent privés de revenus à la suite de l'augmentation de la fuite des capitaux).

### Votation
Soumise à la votation le 2 juin 1918, l'initiative est rejetée par 13 3/2 cantons et par 54,1 % des suffrages exprimés. Le tableau ci-dessous détaille les résultats par cantons :

## Effets
À la suite du refus de cette initiative, le parti socialiste en lancera une nouvelle quatre ans plus tard, intitulée 'Prélèvement d'un impôt unique sur la fortune' qui connait le même sort; ce refus populaire est partagé par l'initiative lancée par le bâlois Christian Rothenberger sur le même sujet et qui porte son nom.
Pendant ce temps, l'impôt fédéral direct continue régulièrement à être perçu par la Confédération, sans toutefois devenir définitif. Il est successivement appelé « nouvel impôt de guerre extraordinaire », « taxe de crise » lors de la crise économique de 1933, puis « impôt de défense nationale » dès 1941 avant de prendre son nom actuel d'« impôt fédéral direct » en 1983, renouvelé par arrêt fédéral jusqu'en 2020.